# Gemeentelijk monument

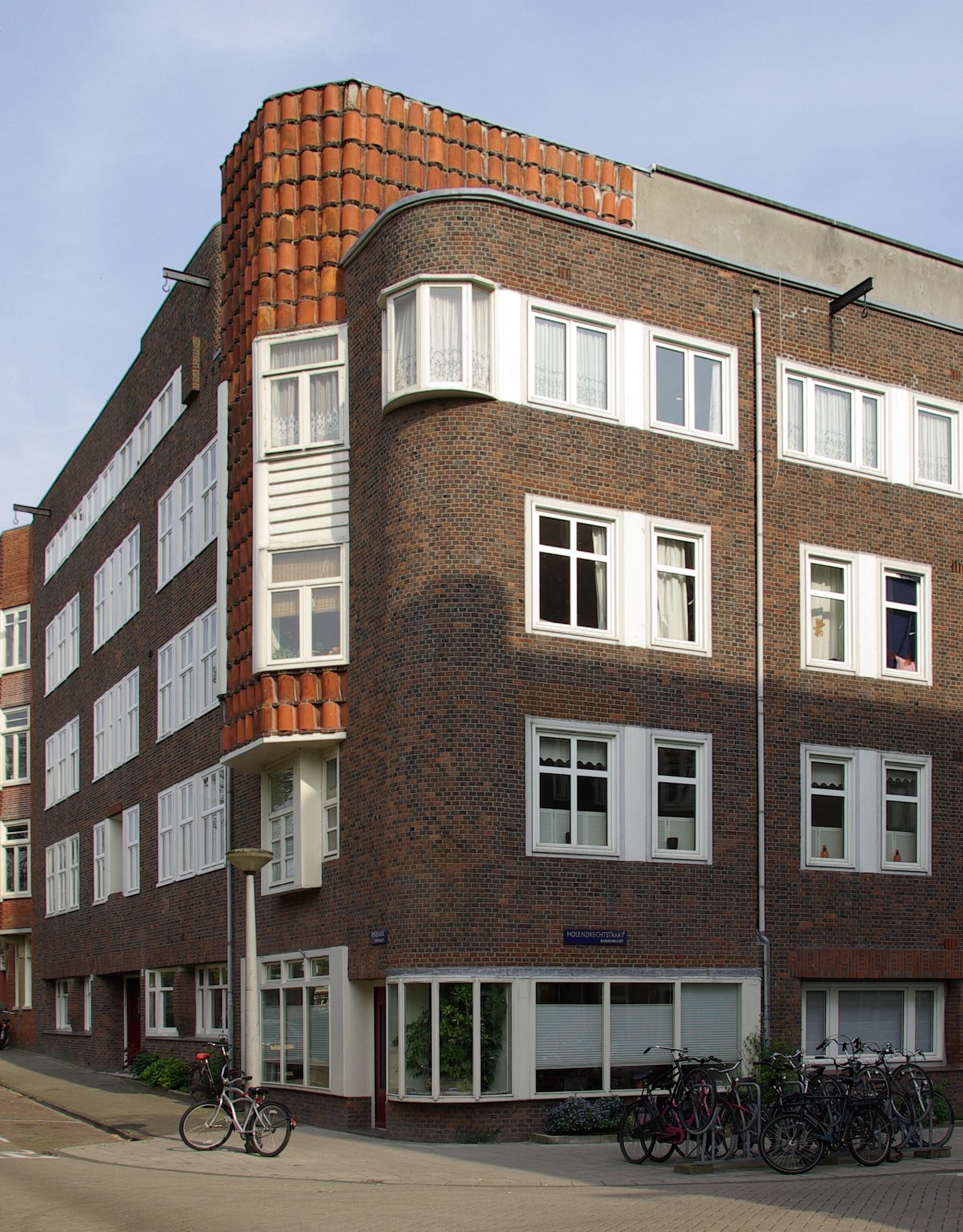
Holendrechtstraat 1–47, Gemeentelijk monument in Amsterdam

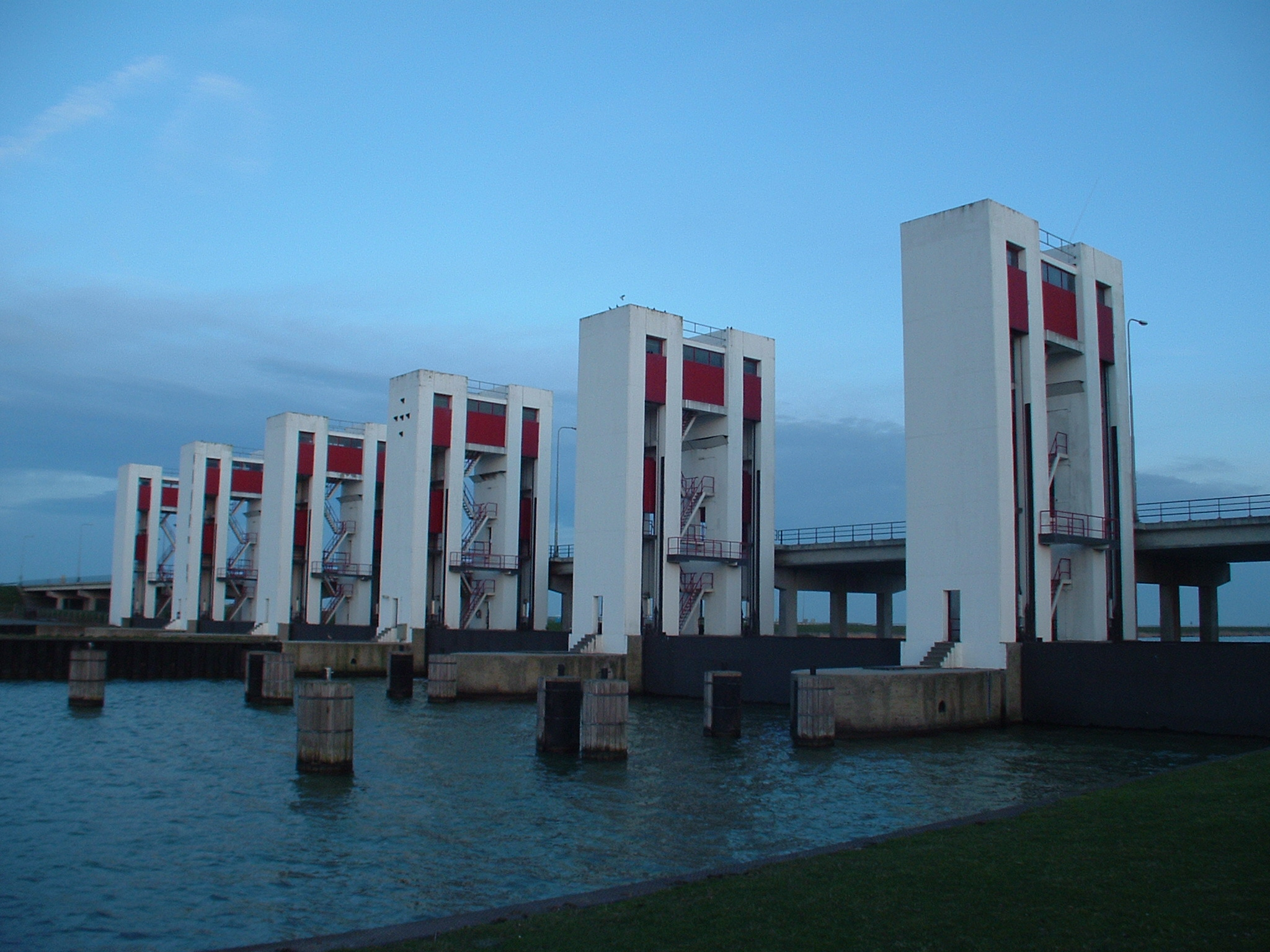
Der Schleusenkomplex Houtribsluizen, Gemeentelijk monument bei Lelystad

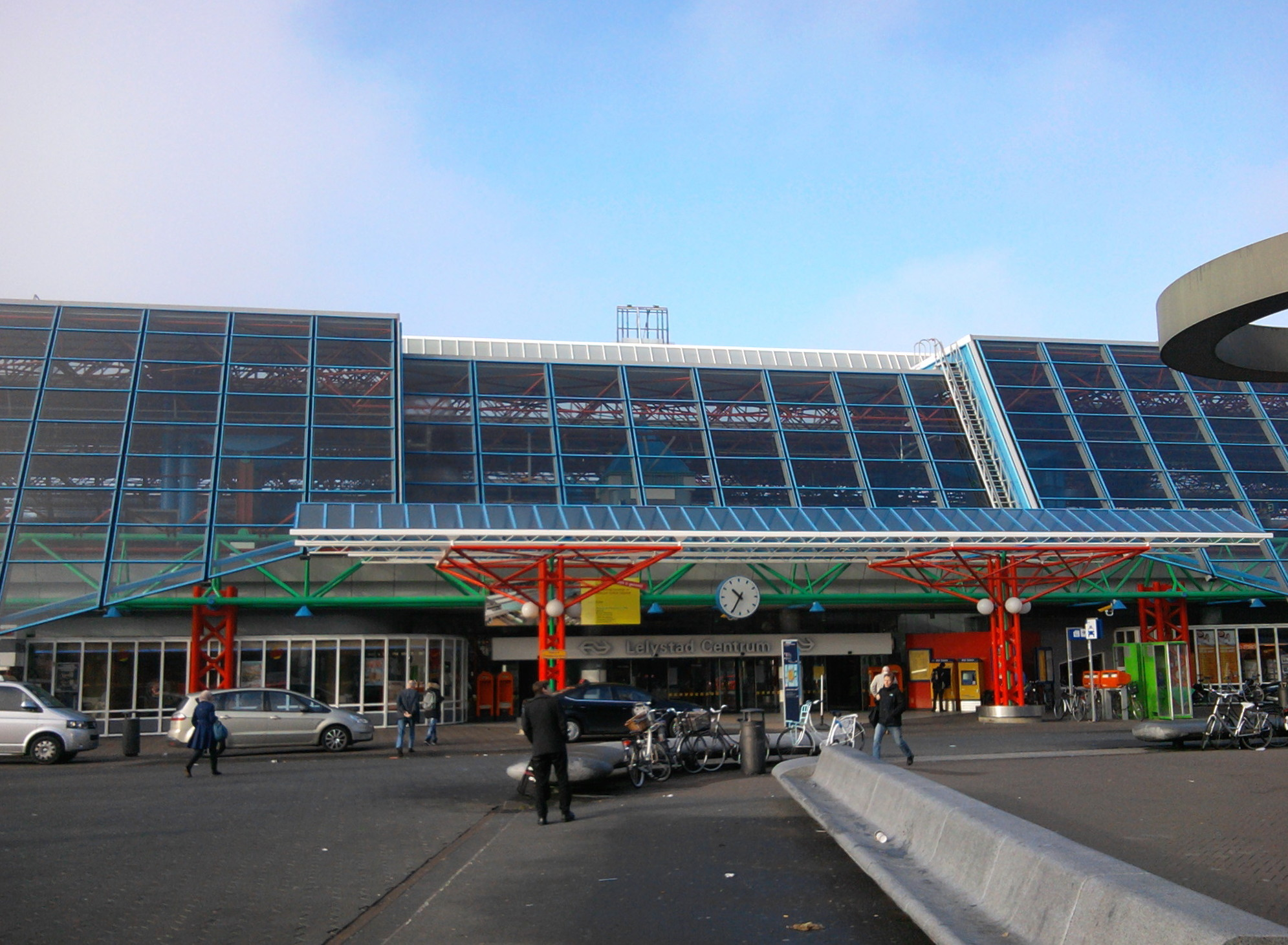
Bahnhof Lelystad Centrum, ein sehr junges Denkmal

Ein Gemeentelijk monument (zu deutsch: Gemeindedenkmal) nennt man in den Niederlanden ein Gebäude, eine archäologische Fundstätte oder eine Landschaftsstruktur, die aufgrund ihres besonderen kulturhistorischen oder architektonischen Wertes durch eine lokale Denkmalverordnung geschützt ist. Die Ausweisung eines Gemeentelijk monument obliegt der Gemeinde (niederl.: Gemeente). Das kann auch zur Folge haben, dass interessante und bedeutende Plätze in einer Gemeinde keinen Denkmalschutz genießen.
Eine Gemeinde kann beschließen, ein Kulturdenkmal auf die Liste der Gemeindedenkmale zu setzen, wenn es zwar nicht von nationaler oder gar weltweiter, aber doch von regionaler Bedeutung ist. Ähnliches gilt für die Provinzen, die ein regional wichtiges Denkmal zum Provinciaal monument (Provinzialdenkmal) erheben können. Von dieser Möglichkeit machen vor allem die Provinzen Noord-Holland und Drenthe Gebrauch. Eine niedrigere Stufe ist die Auszeichnung eines Kulturdenkmals als Beeldbepalend pand oder Karakteristiek pand (Bildgebendes oder charakteristisches Gebäude), die ebenfalls auf Gemeindeebene vergeben werden kann. Hierbei ist jedoch nur die Fassade und das Vordach eines Gebäudes geschützt. Denkmäler mit nationaler Bedeutung werden als Rijksmonument bezeichnet und unterliegen weiterer Gesetzgebung und Schutz. 
Da die Denkmalverordnung auf dem Gesetz zur Erhaltung des kulturellen Erbes der Niederlande („Erfgoedwet“, aktuelle Version vom 9. Dezember 2015) basiert, können nur unbewegliche Plätze als ein Gemeindedenkmal ausgewiesen werden. Dazu können auch Gebäude oder Ländereien gehören, die sich in Privatbesitz befinden. Hierzu muss die Gemeinde jedoch weitere Rechtsvorschriften heranziehen. Wie in Deutschland auch können zur Erhaltung des im eigenen Besitz befindlichen Hauses oder Objekts öffentliche Gelder beantragt werden. 
Die Anzahl der Gemeentelijk monumenten in den Niederlanden wurde 2015 mit 55.801 angegeben.

## Denkmalplaketten
Verschiedene Gemeinden haben eigene Plaketten für ihre Denkmalobjekte gestaltet. Hier eine Auswahl:

Gemeinde Westland
Gemeinde Culemborg
Gemeinde Houten
Gemeinde Wageningen
Gemeinde Oldebroek
Gemeinde Haarlem
Gemeinde Ede
Hoorn, die erste Plakette, welche die gleiche Gestalt hat wie die für Rijksmonumenten, jedoch mit dem  Gemeindewappen versehen
Gemeinde Sittard-Geleen